# Пам'ятки монументального мистецтва Дрогобицького району
У Дрогобицькому районі Львівської області нараховується 6 пам'яток монументального мистецтва.
| # | назва | Фото | адреса                                                  | Номер | дата рішення              |
| - | --- | ---- | ------------------------------------------------------- | ----- | ------------------------- |
| 1 | пам'ятник Франку І. Я., українському письменнику і вченому (ск. Й. Садовський, арх. І. Француз, 1981, бронза)              |      | с. Лішня, біля школи                                    | 508   | Рішення № 506, 02.11.1982 |
| 2 | пам'ятник Франку І. Я., українському письменнику і вченому (ск. Є. Дзиндра, 1981, бронза)                                  |      | с. Нагуєвичі                                            | 397   | Рішення № 183, 05.05.1972 |
| 3 | пам'ятник Франку І. Я., українському письменнику і вченому (ск. Е. Мисько, арх. С. Мигаль, 1986, бронза, мармурова крихта) |      | с. Нагуєвичі                                            | 1485  | Рішення № 450, 28.10.1987 |
| 4 | пам'ятник Хмельницькому Б. М., державному діячеві і гетьману України (1956, мармурова крихта)                              |      | смт Медениця, у центрі селища                           | 398   | Рішення № 183, 05.05.1972 |
| 5 | пам'ятник Шевченку Т. Г., українському поету і художнику (1961, мармурова крихта, з/бетон)                                 |      | с. Долішній Лужок, біля шосейної дороги Дрогобич-Самбір | 395   | Рішення № 183, 05.05.1972 |
| 6 | пам'ятник Шевченку Т. Г., українському поету і художнику (1967, мармурова крихта, з/бетон)                                 |      | с. Ясениця-Сільна, при в'їзді в село                    | 396   | Рішення № 183, 05.05.1972 |

## Джерело
Перелік пам'яток Львівської області [Архівовано 16 вересня 2012 у Wayback Machine.]